# سلسلة تصوير الجهاز الهضمي العلوي بالباريوم
سلسلة تصوير الجهاز الهضمي العلوي بالباريوم، هي سلسلة من الصور الشعاعية المستخدمة لفحص الجهاز الهضمي بحثًا عن وجود التشوهات. يُستخدم عامل تباين إشعاعي مثل كبريتات الباريوم الممزوج بالماء، إذ يُبتلع أو يُغرس في الجهاز الهضمي ثم تُستخدم الأشعة السينية لإظهار صور شعاعية للمناطق المراد رؤيتها. يعزز الباريوم رؤية أجزاء الجهاز الهضمي عبر لون أبيض يلوّن الجدار الداخلي للأعضاء. تسمح هذه التقنية بالاشتراك مع الصور الشعاعية البسيطة الأخرى بتصوير أجزاء من الجهاز الهضمي العلوي مثل البلعوم والحنجرة والمري والمعدة والأمعاء الدقيقة بحيث تكون بطانة الجدار الداخلي والحجم والشكل والمحيط مرئية للفاحص. يمكن أيضًا من خلال التنظير تصوير الحركة الوظيفية للأعضاء التي فُحصت مثل البلع أو حركات التمعج أو وظيفة العضلة العاصرة. من أجل زيادة تحسين جودة الصور، تستخدم أحيانًا تقنية إدخال الهواء أو الغاز في الجهاز الهضمي بالإضافة إلى الباريوم، ويسمى هذا الإجراء التصوير المزدوج التباين.

## أنواعه
تُستخدم عدة أنواع من أشعة الباريوم لفحص أجزاء مختلفة من الجهاز الهضمي، منها: ابتلاع الباريوم، لقمة الباريوم، والحقنة الشرجية بالباريوم. يُطلق على ابتلاع الباريوم ولقمة الباريوم معًا سلسلة دراسة الجهاز الهضمي العلوي، بينما تسمى حقنة الباريوم الشرجية بسلسلة دراسة الجهاز الهضمي السفلي. في إجراءات فحص الجهاز الهضمي العلوي، تُخلط كبريتات الباريوم مع الماء وتُبتلع عن طريق الفم، بينما في إجراءات فحص الجهاز الهضمي السفلي (حقنة الباريوم الشرجية)، يُعطى عامل تباين الباريوم كحقنة شرجية من خلال أنبوب صغير يُوضع في المستقيم.
- تستخدم الأشعة السينية عبر ابتلاع الباريوم لدراسة البلعوم[4] والمري.[2]
- تستخدم فحوصات لقمة الباريوم لدراسة أسفل المري والمعدة والإثني عشر.[2]
- يستخدم فحص الأشعة السينية بالباريوم لإظهار الأمعاء الدقيقة بشكل خاص عن طريق تنبيب الصائم وإعطاء كبريتات الباريوم ثم مادة الميثيل سليلوز أو الهواء.[5]
- تُستخدم فحوصات حقنة الباريوم الشرجية لدراسة الأمعاء الغليظة والمستقيم وتصنف ضمن سلسلة دراسة الجهاز الهضمي السفلي.[2]

## الاستخدامات الطبية
تعد فحوصات الباريوم بالأشعة السينية أدوات مفيدة لدراسة شكل ووظيفة أجزاء من الجهاز الهضمي. إذ تُستخدم من أجل تشخيص ومراقبة أمراض مثل: ارتجاع المري، عسر البلع، فتق الحجاب الحاجز، التضيقات، الرتوج، تضيق البواب، التهاب المعدة والأمعاء، الانفتال، دوالي المري، والقرحة المعدية والعفجية، والأورام، وخلل الحركات المعدية المعوية، وكذلك للكشف عن الأجسام الغريبة. على الرغم من أن فحوصات الباريوم بالأشعة السينية بدأت تُستبدل بشكل متزايد بتقنيات أكثر حداثة، مثل التصوير المقطعي، والتصوير بالرنين المغناطيسي، والتصوير بالأمواج فوق الصوتية، والتنظير الداخلي، والتنظير باستخدام الكبسولة، لا يزال التصوير المتباين بالباريوم شائع الاستخدام لأنه يوفر دقة أفضل في تقييم الآفات المخاطية السطحية.

## الآلية
تُبتلع كبريتات الباريوم التي تتصف بأنها مادة غير شفافة عاتمة لا تسمح بمرور الأشعة السينية. نتيجة لذلك، ستظهر المناطق المغطاة بكبريتات الباريوم على فيلم الأشعة السينية بلون أبيض. يلاحظ أطباء الأشعة مرور الباريوم عبر الجهاز الهضمي باستخدام منظار الفلوروسكوبي الموصول بشاشة تلفزيونية. يأخذ الأخصائي سلسلة من صور الأشعة السينية الفردية على فترات زمنية محددة حسب المناطق المراد دراستها. أحيانًا، يُعطى الدواء الذي ينتج غازات في الجهاز الهضمي مع كبريتات الباريوم. يعمل هذا الغاز على تمدد تجويف الجهاز الهضمي، ما يوفر ظروف تصوير أفضل، وفي هذه الحالة يُطلق على الإجراء التصوير مزدوج التباين.

## الإجراء
تراجع الحالة السريرية والتاريخ الطبي للمريض قبل إجراء سلسلة الفحوصات بالإضافة إلى موافقة المريض.

## تفسير النتائج
- أظهر التصوير بهذه الطريقة أنه دقيق للغاية في تشخيص أمراض الأمعاء الدقيقة، بحساسية 93.1% ونوعية عالية 96.9%. إذ يسمح باكتشاف الآفة التي لا يمكن رؤيتها باستخدام تقنيات التصوير الأخرى.[7] لا توجد فروق ذات دلالة إحصائية من حيث الكشف عن النتائج المهمة سريريًا أو الحساسية أو النوعية بين هذه الطريقة والتصوير المقطعي المحوسب.[1]
- تعد دراسات ابتلاع الباريوم أفضل من التنظير الداخلي في إظهار النتائج التشريحية في مرض الجزر المعدي المريئي.[4]
- تتمتع فحوصات الباريوم ببعض المزايا مقارنة بالتصوير المقطعي المحوسب وتقنيات الرنين المغناطيسي، مثل الدقة العالية والقدرة على فحص حركات الأمعاء.
- تنتج العديد من حالات العدوى والإصابة الطفيلية أنماطًا من المواد التي يمكن رؤيتها بشكل أفضل باستخدام فحوصات الباريوم التي تلعب دورًا مهمًا في تشخيص الالتهابات المعوية والإصابات مقارنة بالتقنيات الأخرى. تظهر دراسات الباريوم الديدان الشريطية والديدان الأسطوانية على شكل خطوط رقيقة في الأمعاء. في داء الأسطوانيات أظهرت الدراسات وجود وذمة في جدار الأمعاء، سماكة في الطيات المعوية مع تسطح وضمور الغشاء المخاطي الذي يغطيها. في التهاب الكولون الغشائي الكاذب، تُظهر دراسات الباريوم علامة بصمة الإبهام بالإضافة إلى المظهر اللامركزي أو العقدي أو الشبيه باللويحات.[11]
- تعد دراسات الباريوم والتصوير المقطعي من أكثر الأدوات المستخدمة شيوعًا في تشخيص سرطان الغدد الليمفاوية. يعتبر تباين الباريوم أكثر حساسية في إظهار تشوهات الغشاء المخاطي الدقيق والفرعي، لكن التصوير المقطعي هو الطريقة المفضلة لتحديد مدى انتشار المرض بالإضافة إلى المضاعفات المرتبطة به مثل الانثقاب. تشكل العقيدات أو الكتل تحت المخاطية شكلًا يشبه عين الثور في دراسات الباريوم.[12]

## الآثار الجانبية

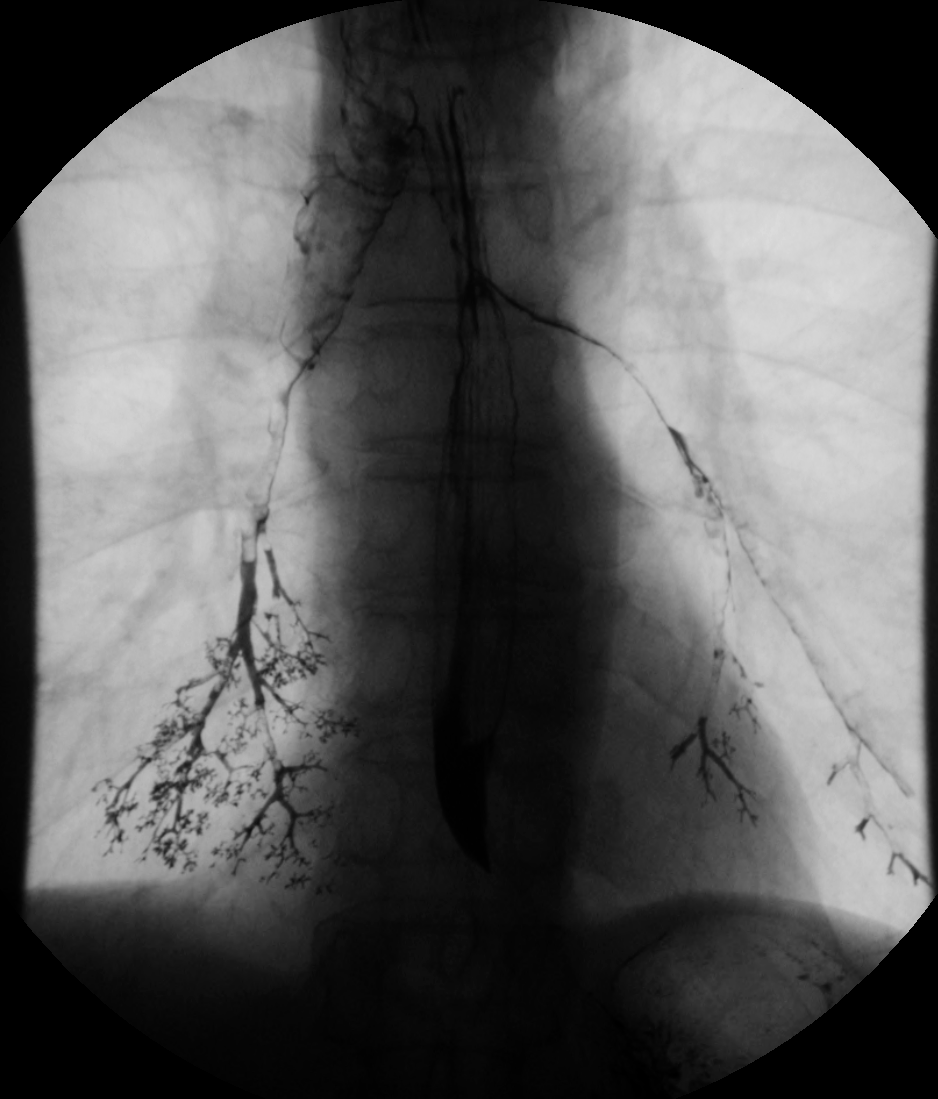
استنشاق كبريتات الباريوم في الرئتين أثناء الاستخدام الفموي -ابتلاع الباريوم-.

- تتضمن فحوصات التصوير التعرض للأشعة السينية،[13]
- على الرغم من أن أيونات الباريوم سامة، إلا أن استخدامها يعتبر آمنًا بشكل عام لأن الكميات الصغيرة من أيونات الباريوم المتوفرة في المحلول والتي تمتصها القناة الهضمية تعتبر ضئيلة؛ ومع ذلك، وُصفت حالات معزولة من اعتلال الدماغ بالباريوم بعد امتصاصه في الأمعاء.[14]
- قد يحدث إمساك وآلام بطنية بعد تناول الباريوم.[14]
- قد تسبب كبريتات الباريوم تهيجًا خطيرًا ضمن الصفاق.[14]
- قد تتسرب كبريتات الباريوم إلى التجويف البطني عند الأشخاص المصابين بقرحة الإثني عشر أو ثقوب أخرى وتؤدي إلى التهاب الصفاق والالتصاقات والأورام الحبيبية؛ وترتبط هذه الحالات بمعدل وفيات مرتفع.[15] قد يؤدي تسرب الباريوم إلى المنصف أو البريتوان إلى حدوث صدمة سمية، والتي غالبًا ما تكون قاتلة؛ نتيجة لذلك، يعد استخدام الباريوم مضاد استطباب عند اشتباه أو احتمال وجود خطر على سلامة جدار الأمعاء.[14]
- يمكن أن يؤدي استنشاق كبريتات الباريوم في الرئتين أثناء الاستخدام الفموي إلى مضاعفات تنفسية خطيرة تؤدي إلى التهاب رئوي تنفسي مميت أو الاختناق.[14]
- فرط الحساسية وردود الفعل التحسسية نادرة الحدوث ولكن بعض الإضافات الموجودة في مستحضرات الباريوم قد تحفز تفاعلات مناعية.[14]

الانسداد المعوي التام من مضادات استطباب استخدام الباريوم.

## تاريخه
طُورت كبريتات الباريوم من الاستخدام السابق لمستحضرات البزموت التي كانت شديدة السمية. استخدمت مستحضرات البزموت في وقت مبكر من عام 1898. أُدخلت كبريتات الباريوم في الممارسة الطبية نتيجة لأعمال كراوس، مدير عيادة بون، وهي الآن كلية الطب بجامعة بون. إذ دافع في مقاله عام 1910 ضمن أحد المؤتمرات الطبية عن استخدام مادة كبريتات الباريوم في الطب.